# Mutajärvi
Mutajärvi är en sjö i Finland. Den ligger i kommunen Savukoski i landskapet Lappland, i den norra delen av landet, 800 km norr om huvudstaden Helsingfors. Mutajärvi ligger 200,8 meter över havet. Arean är 15,3 hektar och strandlinjen är 1,48 kilometer lång. Sjön  ingår i Kemi älvs huvudavrinningsområde. 